# 塩崎綾
塩崎 綾（しおざき あや、1980年3月26日 - ）は、大阪府出身のタレントである。拠点である関西を中心に活動している。舞夢プロ所属。

## 人物・来歴
- 身長150cm。血液型はB型。
- 1990年代後半から、魔女ランド倶楽部の一員として活動。その後、テレビドラマにも出演。
- 2000年代からは、情報番組のリポーターとしての出演が主となっている。
- 2013年3月31日、自身のブログで結婚を発表[1]。

## 主な出演

### テレビ

#### 過去の出演番組
- もっともっと関西（NHK大阪）リポーター
- ぐるっと関西おひるまえ（NHK大阪）不定期出演、リポーター
- おはようコールABC（ABCテレビ）リポーター
- 痛快!エブリデイ（関西テレビ）リポーター
- みんなのニュース ワンダー（関西テレビ）リポーター
- 黄金の法則（読売テレビ）不定期出演
- 大阪ほんわかテレビ（読売テレビ）間あや役
- おかサタcafe（福井テレビ）
- ビジネス新伝説 ルソンの壺（NHK大阪）不定期出演、リポーター
- 四季食彩（ - 2010年12月、J-COMウエスト）案内役、慶元まさ美と交替で出演
- キラりん滋賀（ - 2013年3月27日、びわ湖放送）毎週月・火曜日→毎週水曜担当
- e-カンパニTV（ - 2013年3月31日、ABCテレビ）毎週日曜17:55 - 18:00

### テレビドラマ
- 新・部長刑事 アーバンポリス24 第321回（1997年8月16日、ABCテレビ）
- NHKドラマ館「終のすみか」（1999年10月16日、NHK総合）
- 間寛平少年物語（2003年12月6日、関西テレビ）

他